# Maniac Killer
Maniac Killer è un film del 1987 diretto da Andrea Bianchi.